# Liste des députés européens de Slovaquie de la 8e législature
Cet article présente la liste des députés européens de Slovaquie élus lors des élections européennes de 2014 en Slovaquie.
| Nom                     | Parti | Groupe parlementaire européen |
| ----------------------- | --- | ----------------------------- |
| Anna Záborská           | Mouvement chrétien-démocrate                                                                                             | PPE                           |
| Miroslav Mikolášik      | Mouvement chrétien-démocrate                                                                                             | PPE                           |
| Eduard Kukan            | Union démocrate et chrétienne slovaque - Parti démocrate(jusqu'en 2016) Indépendant                                      | PPE                           |
| Ivan Štefanec           | Union démocrate et chrétienne slovaque - Parti démocrate (jusqu'en 2014) Mouvement chrétien-démocrate (à partir de 2015) | PPE                           |
| Pál Csáky               | Parti de la communauté hongroise                                                                                         | PPE                           |
| József Nagy             | Most-Híd | PPE                           |
| Jana Žitňanská          | NOVA | CRE                           |
| Branislav Škripek       | Les Gens ordinaires et personnalités indépendantes                                                                       | CRE                           |
| Richard Sulík           | Liberté et solidarité | ADLE                          |
| Monika Smolková         | SMER – social-démocratie                                                                                                 | S&D                           |
| Monika Flašíková-Beňová | SMER – social-démocratie                                                                                                 | S&D                           |
| Boris Zala              | SMER – social-démocratie                                                                                                 | S&D                           |
| Vladimír Maňka          | SMER – social-démocratie                                                                                                 | S&D                           |